# Joseph Batchelder
Joseph Laws „Joe“ Batchelder (* 24. August 1938 in Brookline) ist ein ehemaliger US-amerikanischer Segler.

## Erfolge
Joseph Batchelder nahm in der 5,5-Meter-Klasse an den Olympischen Spielen 1964 in Tokio teil, dabei war er neben Francis Scully Crewmitglied der Bingo von Skipper John McNamara. In insgesamt sechs Wettfahrten gelangen ihnen ebenso wie der schwedischen Rush VII von Skipper Lars Thörn und dem von Bill Northam angeführten australischen Boot Barrenjoey jeweils zwei Siege. Da die übrigen Resultate schwächer waren als die der Konkurrenz, landeten die US-Amerikaner im Gesamtklassement mit 5106 Punkten hinter den Australiern und den Schweden auf dem dritten Platz und gewannen somit die Bronzemedaille.
Batchelder schloss ein Studium am Dartmouth College ab.